# Chipewyan 201B
Chipewyan 201B är ett reservat i Kanada.   Det ligger i provinsen Alberta, i den centrala delen av landet, 2 800 km nordväst om huvudstaden Ottawa.
I omgivningarna runt Chipewyan 201B växer i huvudsak barrskog. Trakten runt Chipewyan 201B är nära nog obefolkad, med mindre än två invånare per kvadratkilometer.